# Paul Berçot
Pour les articles homonymes, voir Berçot.
Paul Berçot, né le 12 juillet 1898 à Bouligney (Haute-Saône), mort le 17 novembre 1970 à Paris, est un peintre non figuratif français de la nouvelle École de Paris.

## Biographie
Paul Berçot, né à Bouligney en Franche-Comté d'un père instituteur dans une famille de souche paysanne, passionné d'abord par la littérature et la poésie, se tourne vers la peinture à l'âge de trente ans et s'y consacre totalement en 1940.
À partir de 1938 il expose dans plusieurs salons (Salon des indépendants (1828), Salon d'automne (1928-1948), Salon des Tuileries (1930-1947), Salon des temps présents) (1930-1947). Il participe en 1941 à l'exposition des Vingt jeunes peintres de tradition française, première manifestation de la peinture d'avant-garde française résistant ouvertement à l'idéologie nazie de « l'art dégénéré ».
Berçot présente en 1946 une exposition personnelle à la galerie Louis Carré. Dans les années 1950 il participe au Salon de Mai et au Salon des Réalités Nouvelles et au Salon Comparaisons (1955-1965) ainsi qu'à plusieurs expositions de peinture française à l'étranger, notamment au Danemark à Londres (1951), Lausanne (1952), Tokyo (1954), Turin (1955).
La galerie de France expose ses œuvres en 1954, la galerie Georges Bongers en 1965, la galerie Villand et Galanis en 1966 (34 peintures).
Il meurt à son domicile le 17 novembre 1970 dans le 9e arrondissement de Paris.
Après sa mort à Paris en 1970 un hommage lui est rendu en 1972 au Salon des Réalités Nouvelles. Les toiles peintes par Berçot dans les années 1960 sont exposées en 1982 à Callian (25 peintures), dans le Var (témoignages de Georges Pillement, Michel Seuphor, Geer van Velde, Guy Weelen et Gildo Caputo).
En 2003 à l'occasion de la donation Ginette Faivre, sœur du peintre, au Musée d’art et d’histoire de Belfort une exposition Paul Berçot, réunissant une cinquantaine de tableaux (dont 27 provenant du legs) et de dessins (sur 320), a été présentée au musée.
Paul Berçot a créé deux vitraux pour l'église du plateau d'Assy en Haute-Savoie (Saint Vincent de Paul et Saint François d'Assise, vitraux des bas-côtés).

## Éléments de bibliographie
- Berçot, peintures récentes, texte de Georges Pillement, Galerie Villand et Galanis, 1966 .
- Guy Weelen, Berçot, in Les Lettres françaises no 1118 du 10 au 16 février 1966, p. 32
- Paul Berçot, 1898-1970, Galerie La taupinière, Callian, 1982.
- Lydia Harambourg, Paul Berçot, dans L'École de Paris 1945-1965, Dictionnaire des peintres, Ides et Calendes, Neuchâtel, 1993.  (ISBN 2825800481).
- Paul Berçot : un tendre torturé, Musée d'art et d'histoire, Belfort, 2003, 24 p.  (ISBN 2-911661-23-0); nouvelle édition, 2010, p. 50.  (ISBN 978-2-8258-0241-0)